# Tuffi ai campionati mondiali di nuoto 2013 - Trampolino 3 metri sincro femminile
La competizione di tuffi dal trampolino 3 metri sincro femminile dei campionati mondiali di nuoto 2013 si è disputata il 20 luglio 2013 nella piscina municipale di Montjuïc a Barcellona. La gara si è svolta in due fasi: al mattino si è disputato il turno eliminatorio cui hanno partecipato venti coppie di atlete. Le migliori dodici hanno gareggiato per le medaglie nella finale tenutasi la sera.

## Medaglie
| Posizione | Atlete                           | Paese  |
| --------- | -------------------------------- | ------ |
| Oro       | Wu Minxia Shi Tingmao            | Cina   |
| Argento   | Tania Cagnotto Francesca Dallapé | Italia |
| Bronzo    | Jennifer Abel Pamela Ware        | Canada |

## Risultati
In verde sono indicate le atlete ammesse alla finale.
| Pos. | Atlete                                      | Nazionalità   | Eliminatorie | Eliminatorie | Finale    | Finale |
| Pos. | Atlete                                      | Nazionalità   | Punti        | Pos.         | Punti     | Pos.   |
| ---- | ------------------------------------------- | ------------- | ------------ | ------------ | --------- | ------ |
|      | Wu Minxia Shi Tingmao                       | Cina          | 334.20       | 1            | 338.40    | 1      |
|      | Tania Cagnotto Francesca Dallapé            | Italia        | 302.40       | 2            | 307.80    | 2      |
|      | Jennifer Abel Pamela Ware                   | Canada        | 300.78       | 3            | 292.08    | 3      |
| 4    | Arantxa Chavez Laura Sánchez                | Messico       | 264.00       | 9            | 290.70    | 4      |
| 5    | Pandelela Rinong Cheong Jun Hoong           | Malaysia      | 283.50       | 5            | 289.20    | 5      |
| 6    | Rebecca Gallantree Alicia Blagg             | Gran Bretagna | 281.01       | 6            | 284.73    | 6      |
| 7    | Samantha Pickens Amanda Burke               | Stati Uniti   | 265.92       | 8            | 284.64    | 7      |
| 8    | Sherilyse Gowlett Maddison Keeney           | Australia     | 284.07       | 4            | 279.03    | 8      |
| 9    | Diana Chaplieva Daria Govor                 | Russia        | 263.10       | 10           | 278.40    | 9      |
| 10   | Hanna Pysmenska Olena Fedorova              | Ucraina       | 274.50       | 7            | 270.90    | 10     |
| 11   | Mai Nakagawa Sayaka Shibusawa               | Giappone      | 262.50       | 11           | 250.50    | 11     |
| 12   | Chan Sharon Leung Sze Man                   | Hong Kong     | 251.97       | 12           | 244.71    | 12     |
| 16.5 | H09.5                                       |               |              |              | 00:55.635 | O      |
| 13   | Tina Punzel Kieu Duong                      | Germania      | 250.80       | 13           |           |        |
| 14   | Inge Jansen Celine van Duijn                | Paesi Bassi   | 250.50       | 14           |           |        |
| 15   | Flora Gondos Zsófia Reisinger               | Ungheria      | 241.89       | 15           |           |        |
| 16   | Nicole Gillis Julia Vincent                 | Sudafrica     | 241.38       | 16           |           |        |
| 17   | Choi Sut Ian Lo I Teng                      | Macao         | 234.30       | 17           |           |        |
| 18   | Cho Eun-Bi Kim Su-Ji                        | Corea del Sud | 229.74       | 18           |           |        |
| 19   | Marcela Marić Maja Borić                    | Croazia       | 227.07       | 19           |           |        |
| 20   | Sari Ambarwati Suprihatin Eka Purnama Indah | Indonesia     | 208.47       | 20           |           |        |